# Esteban Casarino
Esteban Casarino (* 13. Februar 1976 in Asunción) ist ein ehemaliger paraguayischer Squashspieler.

## Karriere
Esteban Casarino begann seine Profikarriere im Jahr 1999 und erreichte ein Finale auf der PSA World Tour. Seine höchste Platzierung in der Weltrangliste erreichte er mit Rang 92 im Dezember 2010. In jenem Jahr kam er dank einer Wildcard bei den North American Open zu seiner ersten und einzigen Teilnahme im Hauptfeld eines Turniers der höchsten Wertungskategorie. Bei den Panamerikanischen Spielen gewann er 2011 in der Doppelkonkurrenz mit Nicolás Caballero eine Bronzemedaille. Bei Südamerikaspielen sicherte er sich mit Caballero 2018 Silber, während er 2010 jeweils im Einzel und auch im Doppel mit Bruno Alvarenga Bronze gewann.

## Erfolge
- Panamerikanische Spiele: 1 × Bronze (Doppel 2011)
- Südamerikaspiele: 1 × Silber (Doppel 2018), 2 × Bronze (Einzel und Doppel 2010)